# El Psicópata
El Psicópata (letteralmente "Lo psicopatico") è un serial killer non identificato, responsabile dell'omicidio di almeno 19 persone tra il 1986 e il 1996 nelle città di Cartago, Curridabat e Desamparados.
Fu così soprannominato dalle forze di polizia della Costa Rica nel 1996, mentre stavano investigando su crimini simili rimasti insoluti negli anni precedenti. Tuttavia, secondo la vigente legislatura della Costa Rica, i crimini sono ormai caduti in prescrizione, e se mai dovesse essere trovato un possibile colpevole o sospetto, non potrebbe essere sottoposto a giudizio.
Altri crimini a lui attribuiti, come quelli del cosiddetto "El Descuartizador" ("Squartatore"), sono anch'essi rimasti insoluti.

## Omicidi
Le sue vittime erano solitamente donne sole o coppie eterosessuali che venivano aggredite in zone isolate e di notte, specialmente nell'area tra Cartago, Curridabat e Desamparados, che fu all'epoca definita il "triangolo della morte".
Fu elaborato un identikit dell'assassino, ma nessuno venne mai arrestato per i crimini. Le analisi del profilo del serial killer suggerirono che potesse essere un maschio tra i trenta e i quarant'anni di origine costaricana ma residente in Nicaragua (sebbene questa sia solo una delle ipotesi). Si ipotizzò, infatti, che il killer potesse essere un costaricano implicato nella guerriglia in Nicaragua, e che si fosse fermato perché rimasto ucciso durante uno scontro.
Una tesi molto diffusa e piuttosto sensazionalistica, ma non confermata da fonti ufficiali, fu che l'autore degli omicidi fosse un individuo molto in vista nelle alte sfere della società costaricana, appartenente a una delle famiglie più potenti e ricche del Paese, nello specifico a quella dell'ex presidente José Figueres Ferrer, e che per questa ragione non fu perseguito dalle autorità.
La polizia dichiarò che gli omicidi erano probabilmente opera di un soggetto sofferente di un forte trauma psicologico risalente all'infanzia, collegato alla madre o comunque a una figura femminile alla quale era sentimentalmente legato, a causa della particolare crudeltà mostrata nei confronti delle donne, i cui cadaveri venivano mutilati selvaggiamente, soprattutto a mammelle e genitali.
Il direttore dell'Organismo de Investigación Judicial (OIJ) dell'epoca, disse nel 1996 che non sussisteva la minima prova che potesse indicare un sospetto, fatta eccezione per il modus operandi e il calibro dell'arma del delitto, che erano sempre gli stessi. La polizia dichiarò di avere interrogato sei sospettati, ma senza concludere nulla. Fu richiesto anche l'aiuto dell'FBI per rintracciare il killer, ma senza alcun risultato.

## Autorità
Il 26 novembre 1996, l'OIJ organizzò una conferenza stampa (la prima dall'inizio degli omicidi), con il preciso intento di offrire una ricompensa a chi avesse fornito indizi circa i crimini di El Psicópata. Furono comunicati un numero di telefono dedicato e un indirizzo postale al quale far pervenire informazioni, ma l'iniziativa non portò grandi risultati. Un cambio di direzione nelle indagini si ebbe quando il killer venne definito un omicida seriale a sfondo sessuale, che commetteva i propri crimini per far avverare le proprie fantasie sessuali deviate.
Questo indirizzo investigativo fu criticato dal dottor Fernando Garzona Meseguer, fermamente convinto che El Psicópata non fosse un sadico con un movente sessuale nei suoi crimini, e che anche se alcune delle vittime venivano violentate dopo la morte il sesso non era comunque la motivazione principale dell'assassino (o degli assassini).

## Altri crimini

### Omicidio di Ligia Camacho Bermudez
Il 14 giugno 1987, l'omicidio avvenne in casa della vittima. Una donna di nome Ligia Camacho Bermúdez stava leggendo un libro in camera sua, quando qualcuno le sparò dalla finestra, freddandola sul colpo. L'omicidio in questione contraddisse il modus operandi di El Psicópata, che era solito uccidere all'aperto in zone isolate e non in centri abitati. L'unico fattore che fece attribuire con certezza il crimine al serial killer, fu la prova balistica che stabilì che l'arma del delitto era la stessa utilizzata negli altri omicidi.
Furono inoltre rinvenute delle impronte digitali, ma non venne arrestato nessun sospetto, in quanto non si trovò corrispondenza con quelle di soggetti già schedati dalle forze di polizia.

### Ultime vittime
Gli ultimi crimini attribuiti a El Psicópata ebbero luogo il 26 ottobre 1996, nella zona di Patarrá di Desamprados, a sud di San José. Mauricio Cordero e Ileana Álvarez erano in una Nissan Sentra, quando furono sorpresi da un estraneo che li costrinse ad abbandonare l'auto e a camminare per 500 metri. Poi sparò ad entrambi. Il colpevole non fu mai identificato, ma la polizia constatò lo stesso modus operandi del serial killer che aveva ucciso altre 19 persone, tra il 1986 e il 1996.

## Riferimenti nella cultura di massa
- Il documentario El Psicópata, Crónica de un caso sin resolver del regista Estefani Céspedes è incentrato sulle gesta del serial killer.[3]
- Il romanzo Cruz de Olvido di Carlos Cortés è ispirato al caso irrisolto di El Psicópata.
- Il romanzo En Clave Luna di Oscar Núñez, ricostruisce i crimini del serial killer prendendo spunto da varie fonti e teorie.

## Curiosità
- I crimini attribuiti a El Psicópata furono commessi con un'arma di grosso calibro. Nel luglio 2005, fu rinvenuta una mitraglietta calibro .45 molto simile, sepolta nel cortile di una casa situata nel cosiddetto "triangolo della morte", ma i test balistici determinarono che non si trattava della stessa arma dei delitti.[4]
- El Psicópata commise tutti i suoi crimini nella zona a sud dell'autostrada Florencio del Castillo (che collega San José e Cartago).